# Survivor: All-stars
Survivor: All-Stars es la octava temporada del programa de telerrealidad estadounidense de supervivencia Survivor, transmitido por la cadena CBS. Fue filmada desde el 3 de noviembre de 2003 hasta el 11 de diciembre de 2003, y se estrenó el 1 de febrero de 2004, después del Super Bowl XXXVIII. Fue filmada en las Islas de las Perlas de Panamá, misma ubicación y mismo país que Survivor: Pearl Islands. Organizado por Jeff Probst, consistió en los habituales 39 días de juego con, por primera vez, 18 competidores que regresaron de las siete temporadas anteriores en lugar de los 16 nuevos concursantes habituales, y tres tribus en lugar de las dos habituales.
La ganadora fue la competidora que regresó de Survivor: The Australian Outback, Amber Brkich, quien fue declarada la única superviviente después de una victoria sobre el competidor que regresó de Survivor: Marquesas, Rob "Boston Rob" Mariano, con un voto del jurado de 4-3. Los dos habían estado estrechamente aliados durante todo el juego, y en el programa de reunión en vivo justo antes de que se leyeran los votos, Brkich aceptó una propuesta de matrimonio de Mariano. Al final del show de reunión en vivo, se anunció un giro llamado America's Tribal Council. Se trataba de la votación del público para otorgar un segundo premio de un millón de dólares. Rupert Boneham ganó el millón de dólares sobre los subcampeones Mariano, Colby Donaldson y Tom Buchanan.

## Casting
El productor Mark Burnett declaró que "el casting fue muy, muy científico. Conseguí una libreta amarilla y anoté 24 nombres, y [luego] reduje a 18. Fue así de rápido". Confirmó que dos ex concursantes rechazaron ofertas formales: Elisabeth Filarski Hasselbeck de The Australian Outback, quien recientemente había aceptado un trabajo como copresentadora de The View, y Colleen Haskell de la 1.ª temporada del programa, quien "había seguido adelante con su vida" y "realmente no quería volver a pasar por eso". Jenna Lewis y Amber Brkich fueron elegidas para reemplazar a las dos. Otras concursantes que fueron consideradas, pero finalmente eliminadas, fueron Kelly Goldsmith y Teresa Cooper de África. Teresa Cooper dice que solo iba a ser agregada si Tina Wesson se negaba. Neleh Dennis y Sean Rector, de Marquesas, y Clay Jordan y Helen Glover, de Thailand. A Sandra Díaz-Twine, ganadora de Pearl Islands, se le pidió que participara en la temporada, pero se negó debido a los parásitos que había contraído en las Islas de las Perlas. Eventualmente regresó para Heroes vs. Villains (este último el cual fue declarada primera única bisuperviviente de Survivor Estados Unidos), Game Changers y Winners at War. A Heidi Strobel de The Amazon también le ofrecieron un lugar en All-Stars, pero rechazó la oferta. De los dieciocho participantes que conforman por primera vez tres nuevas tribus, seis provienen de las 4 de 7 temporadas más recientes. Survivor: The Australian Outback cuenta con cinco participantes, Survivor: Borneo con cuatro participantes, y Survivor: Africa con tres participantes, mientras que Survivor: The Amazon y Survivor: Marquesas proveyeron con dos participantes cada una, Survivor: Thailand y Survivor: Pearl Islands con un participante cada una.

## Resumen de la temporada

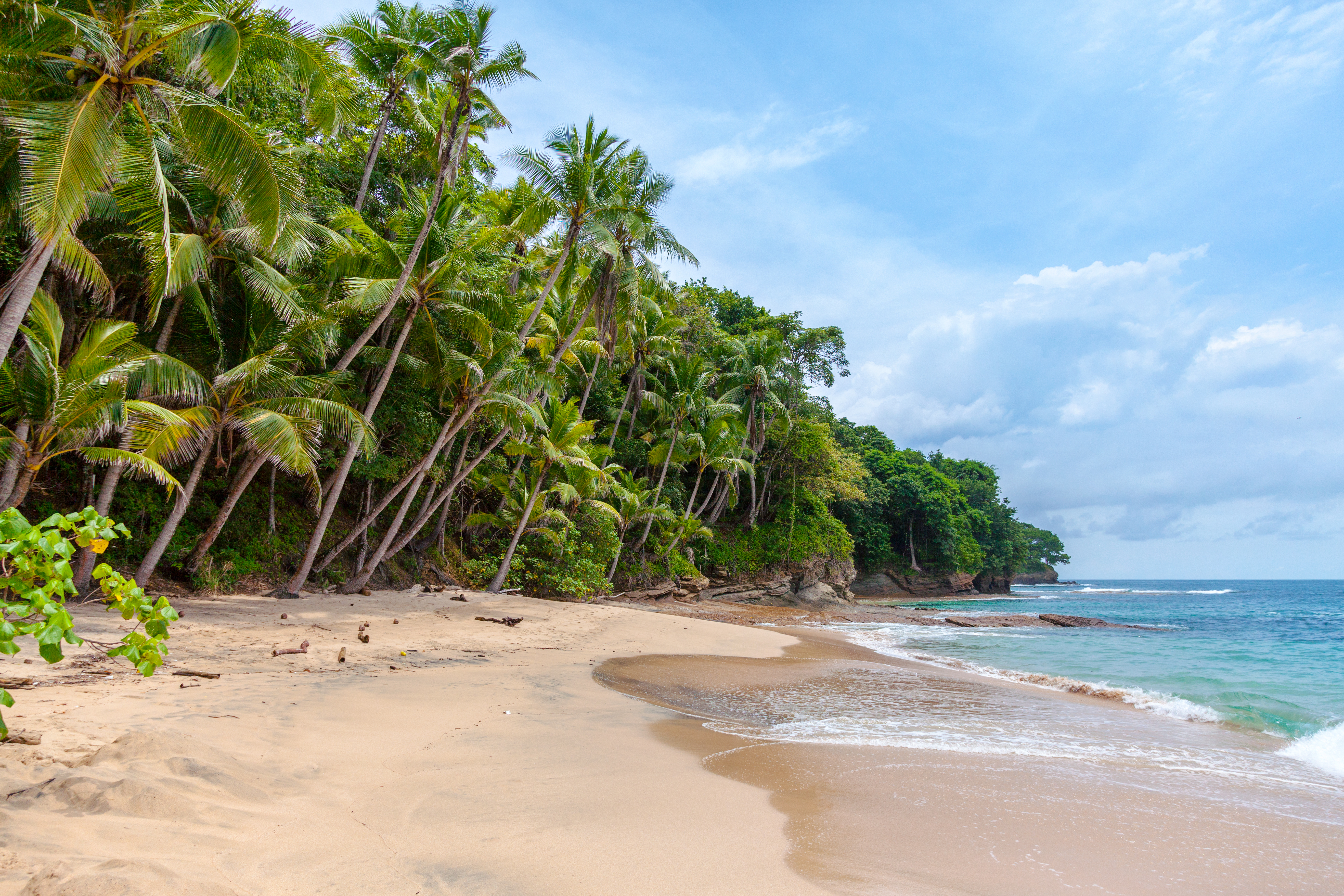
Localización de en las Islas de las Perlas en Panamá, en donde se filmó la temporada.

Dieciocho concursantes de temporadas anteriores se dividieron en tres tribus de seis: Chapera, Mogo Mogo y Saboga. Saboga perdió los dos primeros desafíos de inmunidad y, durante un desafío de construcción de refugios, construyó un refugio que se inundó rápidamente. Las malas condiciones de Saboga los alcanzaron y, después de perder un desafío de recompensa crucial, los cuatro miembros restantes se dividieron entre las otras dos tribus. Chapera aceptó a los recién llegados, Rupert y Jenna L., y los dos entraron en una sólida alianza mayoritaria con el líder de facto Rob M. y su aliada más cercana e interés romántica Amber. Rob y Amber también tenían alianzas con los otros miembros de la tribu, sin embargo, una racha ganadora aseguró que nunca tuvieran que romper ninguna de ellas. Mogo Mogo tuvo problemas después de que Lex decidiera votar para expulsar a los miembros más fuertes de la tribu con el fin de consolidar su control, lo que provocó que Mogo Mogo perdiera continuamente los desafíos y se acercara a la fusión en la minoría.
Dos concursantes abandonaron voluntariamente el juego. Jenna Morasca, temiendo por la salud de su madre, decidió abandonar el día 9 y regresar al lado de su madre; Su madre murió ocho días después del cáncer. Sue Hawk también se fue, angustiada después de un incidente durante un desafío de inmunidad en el que un Richard Hatch desnudo tuvo un breve pero inapropiado contacto corporal con ella.
Con diez jugadores restantes, se llevó a cabo un cambio tribal en el que los jugadores sacaron nuevas diademas de la bolsa de Jeff. En un extraño y loco giro del destino, cada jugador simplemente robó un beneficio del color de la tribu opuesta excepto Amber, con el efecto neto de que Amber se vio obligada a unirse a la antigua tribu Mogo Mogo bajo el nombre de Chapera. Después de que Chapera perdiera el siguiente desafío de inmunidad, Rob le susurró un trato a Lex para salvar a Amber, prometiendo que lo compensaría más adelante en el juego.
Rob y sus antiguos compañeros de tribu continuaron dominando el resto del juego, eliminando sistemáticamente al resto de la alianza de Lex. Rob y Amber luego honraron su trato con Rupert y Jenna L., eliminando al resto de la tribu Chapera original. Después de convencer a Jenna de votar por Rupert para evitar un empate, Rob ganó el desafío de inmunidad final y llevó a Amber a los dos finalistas. El jurado reconoció que los finalistas jugaron en pareja, sin embargo, el juego estratégico de Rob se consideró más vicioso que el juego más tranquilo y social de Amber. El jurado decidió que Rob había sido demasiado agresivo en su manejo del jurado, eligiendo a Amber como la ganadora en una votación de 4-3.

## Concursantes
Los dieciocho concursantes que regresaron se dividieron en tres tribus de seis: Chapera, Mogo Mogo y Saboga.
| Concursante                                                        | Tribu Original | Tribu Ampliada | Tribu Mezclada | Tribu Fusionada | Resultado final                                | Votos |
| ------------------------------------------------------------------ | -------------- | -------------- | -------------- | --------------- | ---------------------------------------------- | ----- |
| Tina Wesson 42, Knoxville, Tennessee The Australian Outback        | Saboga         |                |                |                 | 1.ra Expulsada Día 3                           | 4     |
| Rudy Boesch ✟ 75, Virginia Beach, Virginia Borneo                  | Saboga         |                |                |                 | 2.do Expulsado Día 6                           | 3     |
| Jenna Morasca 22, Bridgeville, Pensilvania The Amazon              | Mogo Mogo      |                |                |                 | Retiro voluntario Día 9                        | 0     |
| Rob Cesternino 25, Plainview, New York The Amazon                  | Chapera        |                |                |                 | 3.er Expulsado Día 12                          | 5     |
| Richard Hatch 42, Middletown, Rhode Island Borneo                  | Mogo Mogo      | Mogo Mogo      |                |                 | 4.to Expulsado Día 15                          | 6     |
| Susan “Sue” Hawk 42, Palmyra, Wisconsin Borneo                     | Chapera        | Chapera        |                |                 | Retiro voluntario Día 17                       | 0     |
| Colby Donaldson 29, Los Ángeles, California The Australian Outback | Mogo Mogo      | Mogo Mogo      |                |                 | 5.to Expulsado Día 19                          | 4     |
| Ethan Zohn 30, Lexington, Massachusetts Africa                     | Saboga         | Mogo Mogo      |                |                 | 6.to Expulsado Día 21                          | 6     |
| Jerri Manthey 33, Los Ángeles, California The Australian Outback   | Saboga         | Mogo Mogo      | Chapera        |                 | 7.ma Expulsada Día 24                          | 7     |
| Lex van den Berghe 40, Santa Cruz, California Africa               | Mogo Mogo      | Mogo Mogo      | Chapera        | Chaboga Mogo    | 8.vo Expulsado 1.er miembro del jurado Día 27  | 7     |
| Kathy Vavrick-O'Brien 49, Burlington, Vermont Marquesas            | Mogo Mogo      | Mogo Mogo      | Chapera        | Chaboga Mogo    | 9.na Expulsada 2.do miembro del jurado Día 28  | 6     |
| Alicia Calaway 39, Nueva York, Nueva York The Australian Outback   | Chapera        | Chapera        | Mogo Mogo      | Chaboga Mogo    | 10.ma Expulsada 3.er miembro del jurado Día 30 | 7     |
| Shii Ann Huang 29, Nueva York, Nueva York Thailand                 | Mogo Mogo      | Mogo Mogo      | Chapera        | Chaboga Mogo    | 11.ma Expulsada 4.to miembro del jurado Día 33 | 5     |
| Tom Buchanan 48, Saltville, Virginia Africa                        | Chapera        | Chapera        | Mogo Mogo      | Chaboga Mogo    | 12.mo Expulsado 5.to miembro del jurado Día 36 | 4     |
| Rupert Boneham 39, Indianápolis, Indiana Pearl Islands             | Saboga         | Chapera        | Mogo Mogo      | Chaboga Mogo    | 13.mo Expulsado 6.to miembro del jurado Día 37 | 4     |
| Jenna Lewis 26, Franklin, New Hampshire Borneo                     | Saboga         | Chapera        | Mogo Mogo      | Chaboga Mogo    | 14.va Expulsada 7.mo miembro del jurado Día 38 | 4     |
| Rob Mariano 27, Pensacola, Florida Marquesas                       | Chapera        | Chapera        | Mogo Mogo      | Chaboga Mogo    | 2.º Lugar                                      | 1     |
| Amber Brkich 25, Castor, Pensilvania The Australian Outback        | Chapera        | Chapera        | Chapera        | Chaboga Mogo    | Sobreviviente Ganadora                         | 5     |

Los votos totales son el número de votos que un náufrago ha recibido durante los Consejos Tribales, en la cual el náufrago es elegible para quedar fuera del juego. No incluye los votos recibidos durante la final del Consejo Tribal..

### Apariciones futuras
Rob Mariano, Rupert Boneham, Colby Donaldson y Jerri Manthey regresaron a Survivor para competir nuevamente en la vigésima temporada del programa en Survivor: Heroes vs. Villains junto a Sandra Díaz-Twine (ganadora de Pearl Islands), respectivamente, Manthey, Mariano y Diaz-Twine quedaron en la tribu de los Villanos y Donaldson y Boneham quedaron dentro de la tribu de los Héroes, siendo Donaldson posteriormente el último representante de la tribu de los héroes y Mariano, Boneham, Donaldson y Manthey quedaron en las posiciones 13.º, 6.º, 5.º y 4.º, respectivamente, y Diaz-Twine ganó la temporada. Brkich Compitió también en el también reality show The Amazing Race 7 con su prometido y amigo Rob Mariano, quedando al final como pareja subcampeona; luego la pareja, en ese momento ya casados, regresaron para The Amazing Race 11, donde terminaron 8.º.
Y regresaron otra vez Boneham con su esposa, Laura Boneham, quien apareció en esta temporada como su familiar; Tina Wesson junto con su hija, Katie Collins (quién apareció en The Australian Outback como su familiar visitante) para Survivor: Blood vs. Water, donde R. Boneham abandonó primera y únicamente para salvar a su esposa y Wesson quedó 4.º. Ethan Zohn, Amber Brkich (ahora Mariano) y Rob Mariano regresaron de nuevo para Survivor: Winners at War Brkich (ahora Mariano) y Diaz-Twine quedaron en la tribu de los Dakal y R. Mariano y Zohn quedaron dentro de la tribu Sele, y Brkich (ahora Mariano), Zohn, Mariano y Diaz-Twine quedaron en las posiciones 20.º, 18.º, 17.º y 15.º, respectivamente.
Y Rob Mariano se unió al nuevo spin-off de NBC, Deal or No Deal Island, como concursante, donde terminó 6.º.

## Desarrollo
| Episodio                                   | Fecha de emisión      | Ganadores de los desafíos             | Ganadores de los desafíos | Eliminado(a)     | Final                                          |
| Episodio                                   | Fecha de emisión      | Recompensa                            | Inmunidad                 | Eliminado(a)     | Final                                          |
| ------------------------------------------ | --------------------- | ------------------------------------- | ------------------------- | ---------------- | ---------------------------------------------- |
| "They're Back!"                            | 1 de febrero de 2004  | Nadie                                 | Chapera                   | Tina             | 1.ª Eliminada Día 3                            |
| "They're Back!"                            | 1 de febrero de 2004  | Nadie                                 | Mogo Mogo                 | Tina             | 1.ª Eliminada Día 3                            |
| "Panicked, Desperate, Thirsty as Hell"     | 5 de febrero de 2004  | Saboga                                | Chapera                   | Rudy             | 2.° Eliminado Día 6                            |
| "Panicked, Desperate, Thirsty as Hell"     | 5 de febrero de 2004  | Saboga                                | Mogo Mogo                 | Rudy             | 2.° Eliminado Día 6                            |
| "Shark Attack"                             | 12 de febrero de 2004 | Chapera                               | Nadie                     | Jenna M.         | Abandona Día 9                                 |
| "Shark Attack"                             | 12 de febrero de 2004 | Mogo Mogo                             | Nadie                     | Jenna M.         | Abandona Día 9                                 |
| "Wipe Out!"                                | 19 de febrero de 2004 | Chapera                               | Saboga                    | Rob C.           | 3.er Eliminado Día 12                          |
| "Wipe Out!"                                | 19 de febrero de 2004 | Saboga                                | Mogo Mogo                 | Rob C.           | 3.er Eliminado Día 12                          |
| "I've Been Bamboozled!"                    | 26 de febrero de 2004 | Mogo Mogo                             | Chapera                   | Richard          | 4.° Eliminado Día 15                           |
| "I've Been Bamboozled!"                    | 26 de febrero de 2004 | Chapera                               | Chapera                   | Richard          | 4.° Eliminado Día 15                           |
| "Outraged"                                 | 4 de marzo de 2004    | Mogo Mogo                             | Nadie                     | Sue              | Abandona Día 17                                |
| "Sorry...I Blew It"                        | 11 de marzo de 2004   | Chapera                               | Chapera                   | Colby            | 5.° Eliminado Día 19                           |
| "Sorry...I Blew It"                        | 11 de marzo de 2004   | Kathy                                 |                           | Colby            | 5.° Eliminado Día 19                           |
| "Pick A Tribemate"                         | 17 de marzo de 2004   | Chapera                               | Chapera                   | Ethan            | 6.° Eliminado Día 21                           |
| "A Closer Look (All Star Redux)"           | 24 de marzo de 2004   | Resumen Especial                      | Resumen Especial          | Resumen Especial | Resumen Especial                               |
| "Mad Scramble and Broken Hearts"           | 1 de abril de 2004    | Nadie                                 | Mogo Mogo                 | Jerri            | 7.ª Eliminada Día 24                           |
| "Anger, Tears and Chaos"                   | 8 de abril de 2004    | Rupert [Jenna L., Amber]              | Rob M.                    | Lex              | 8.vo Eliminado 1.er Miembro del jurado Día 27  |
| "Anger, Tears and Chaos"                   | 8 de abril de 2004    | Rupert [Jenna L., Amber]              | Kathy                     | Lex              | 8.vo Eliminado 1.er Miembro del jurado Día 27  |
| "A Thoughtful Gesture or a Deceptive Plan" | 15 de abril de 2004   | Alicia, Amber, Rob M., Shii Ann       | Rob M.                    | Kathy            | 9.no Eliminado 2.do Miembro del jurado Día 28  |
| "A Thoughtful Gesture or a Deceptive Plan" | 15 de abril de 2004   | Rob M. (Jenna L., Kathy, Rupert, Tom) | Rob M.                    | Kathy            | 9.no Eliminado 2.do Miembro del jurado Día 28  |
| "Stupid People, Stupid, Stupid People"     | 22 de abril de 2004   | Rupert                                | Shii Ann                  | Alicia           | 10.ma Eliminada 3.er Miembro del jurado Día 30 |
| "A Chapera Surprise"                       | 29 de abril de 2004   | Tom [Rob M.]                          | Tom                       | Shii Ann         | 11.ma Eliminada 4.to Miembro del jurado Día 33 |
| "The Instigator"                           | 6 de mayo de 2004     | Rob M. [Amber]                        | Rob M.                    | Tom              | 12.mo Eliminado 5.to Miembro del jurado Día 36 |
| "The Sole Surviving All-Star"              | 9 de mayo de 2004     | Nadie                                 | Amber                     | Rupert           | 13.er Eliminado 6.to Miembro del jurado Día 37 |
| "The Sole Surviving All-Star"              | 9 de mayo de 2004     | Nadie                                 | Rob M.                    | Jenna L.         | 14.va Eliminada 7.mo Miembro del jurado Día 38 |
| "The Reunion"                              | 9 de mayo de 2004     |                                       |                           | Voto del jurado  | Voto del jurado                                |
| "The Reunion"                              | 9 de mayo de 2004     | Rob M.                                | Finalista                 |                  |                                                |
| "The Reunion"                              | 9 de mayo de 2004     | Amber                                 | Única Sobreviviente       |                  |                                                |

Notas
1. ↑  Debido a que Jenna M. abandona el juego no hay desafío de inmunidad o Consejo Tribal.
2. 1 2  Solo dos tribus ganan el desafío de Recompensa, mientras que la última ha desaparecido y sus miembros restantes fueron distribuidos en tribus diferentes.
3. ↑  Debido a que Sue abandona el juego no hay desafío de inmunidad o Consejo Tribal.
4. ↑  Recompensa combinada con el desafío de inmunidad.
5. ↑  Chapera se ganó el derecho de tomar de "rehén" a un miembro de Mogo Mogo, quien se uniría a ellos en la recompensa y no asistiría al Consejo Tribal por un día. Seleccionaron a Kathy.
6. ↑  No hubo reto de recompensa debido al cambio de tribu.
7. ↑  La primera recompensa de la Fusión era individual y el que se lo gane escoge con quien compartirla con cualquier par de miembros de cualquiera de las dos tribus.
8. 1 2  Cuatro hombres y cinco mujeres compitieron por inmunidad individualmente.
9. 1 2  Debido a que Rob M. ganó inmunidad recibe una recompensa extra, una video llamada desde casa, al que renunció para permitir que los miembros del equipo perdedor recibieran cartas de sus seres queridos.
10. ↑  En un giro inesperado, los miembros de la familia de los Survivor's compitieron en un desafío de comer comida en nombre de sus seres queridos. El hijo de Tom, Bo, ganó el desafío y el derecho a pasar una noche en el antiguo campamento de Chapera. Tom eligió a Rob M. y a su hermano, Mike, para que se unieran a ellos.

## Votos del «Consejo Tribal»
|             |             |             |             | Tribus Originales | Tribus Originales | Tribus Originales | Tribus Originales | Tribus Ampliadas | Tribus Ampliadas | Tribus Ampliadas | Tribus Ampliadas | Tribus Mezcladas | Tribu Fusionada | Tribu Fusionada | Tribu Fusionada | Tribu Fusionada | Tribu Fusionada | Tribu Fusionada | Tribu Fusionada |
| ----------- | ----------- | ----------- | ----------- | ----------------- | ----------------- | ----------------- | ----------------- | ---------------- | ---------------- | ---------------- | ---------------- | ---------------- | --------------- | --------------- | --------------- | --------------- | --------------- | --------------- | --------------- |
| Episodio #: | Episodio #: | Episodio #: | Episodio #: | 1                 | 2                 | 3                 | 4                 | 5                | 6                | 7                | 8                | 10               | 11              | 12              | 13              | 14              | 15              | 16              | 16              |
| Día #       | Día #       | Día #       | Día #       | 3                 | 6                 | 9                 | 12                | 15               | 17               | 19               | 21               | 24               | 27              | 28              | 30              | 33              | 36              | 37              | 38              |
| Eliminados: | Eliminados: | Eliminados: | Eliminados: | Tina              | Rudy              | Jenna M.          | Rob C.            | Richard          | Sue              | Colby            | Ethan            | Jerri            | Lex             | Kathy           | Alicia          | Shii Ann        | Tom             | Rupert          | Jenna L.        |
| Votos:      | Votos:      | Votos:      | Votos:      | 4–2               | 3–2               | Abandona          | 5–1               | 6–1              | Abandona         | 3–2              | 4–1              | 4–1              | 7–2             | 6–2             | 6–1             | 5–1             | 4–1             | 3–1             | 1–0             |
| Concursante | Concursante | Concursante | Concursante | Votos             | Votos             | Votos             | Votos             | Votos            | Votos            | Votos            | Votos            | Votos            | Votos           | Votos           | Votos           | Votos           | Votos           | Votos           | Votos           |
|             |             |             | Amber       |                   |                   |                   | Rob C.            |                  |                  |                  |                  | Jerri            | Lex             | Kathy           | Alicia          | Shii Ann        | Tom             | Rupert          | Nadie           |
|             |             |             | Rob M.      |                   |                   |                   | Rob C.            |                  |                  |                  |                  |                  | Lex             | Kathy           | Alicia          | Shii Ann        | Tom             | Rupert          | Jenna L.        |
|             |             |             | Jenna L.    | Tina              | Rudy              |                   |                   |                  |                  |                  |                  |                  | Lex             | Kathy           | Alicia          | Shii Ann        | Tom             | Rupert          | Nadie           |
|             |             |             | Rupert      | Tina              | Ethan             |                   |                   |                  |                  |                  |                  |                  | Lex             | Kathy           | Alicia          | Shii Ann        | Tom             | Rob M.          |                 |
|             |             |             | Tom         |                   |                   |                   | Rob C.            |                  |                  |                  |                  |                  | Lex             | Kathy           | Alicia          | Shii Ann        | Jenna L.        |                 |                 |
|             |             |             | Shii Ann    |                   |                   |                   |                   | Richard          |                  | Colby            | Ethan            | Jerri            | Lex             | Amber           | Alicia          | Amber           |                 |                 |                 |
|             |             |             | Alicia      |                   |                   |                   | Rob C.            |                  |                  |                  |                  |                  | Lex             | Kathy           | Rupert          |                 |                 |                 |                 |
|             |             |             | Kathy       |                   |                   |                   |                   | Richard          |                  | Rehén            | Ethan            | Jerri            | Amber           | Amber           |                 |                 |                 |                 |                 |
|             |             |             | Lex         |                   |                   |                   |                   | Richard          |                  | Colby            | Ethan            | Jerri            | Amber           |                 |                 |                 |                 |                 |                 |
|             |             | Jerri       | Jerri       | Tina              | Rudy              |                   |                   | Richard          |                  | Colby            | Ethan            | Amber            |                 |                 |                 |                 |                 |                 |                 |
|             | Ethan       | Ethan       | Ethan       | Jenna L.          | Rudy              |                   |                   | Richard          |                  | Jerri            | Jerri            |                  |                 |                 |                 |                 |                 |                 |                 |
| Colby       | Colby       | Colby       | Colby       |                   |                   |                   |                   | Richard          |                  | Jerri            |                  |                  |                 |                 |                 |                 |                 |                 |                 |
| Sue         | Sue         | Sue         | Sue         |                   |                   |                   | Rob C.            |                  |                  |                  |                  |                  |                 |                 |                 |                 |                 |                 |                 |
| Richard     | Richard     | Richard     | Richard     |                   |                   |                   |                   | Colby            |                  |                  |                  |                  |                 |                 |                 |                 |                 |                 |                 |
| Rob C.      | Rob C.      | Rob C.      | Rob C.      |                   |                   |                   | Alicia            |                  |                  |                  |                  |                  |                 |                 |                 |                 |                 |                 |                 |
| Jenna M.    |             |             |             |                   |                   |                   |                   |                  |                  |                  |                  |                  |                 |                 |                 |                 |                 |                 |                 |
| Rudy        | Rudy        | Rudy        | Rudy        | Tina              | Ethan             |                   |                   |                  |                  |                  |                  |                  |                 |                 |                 |                 |                 |                 |                 |
| Tina        | Tina        | Tina        | Tina        | Jenna L.          |                   |                   |                   |                  |                  |                  |                  |                  |                 |                 |                 |                 |                 |                 |                 |

Notas
1. 1 2  Amber y Jenna L. no eran elegibles para votar ya que las únicas jugadoras elegibles por las que podían votar eran entre sí.
2. ↑  Kathy fue "rehén" por la tribu rival, lo que le otorgó una exención del Consejo Tribal de su tribu.

| Votación del jurado | Votación del jurado | Votación del jurado |
| Episodio            | 17                  | 17                  |
| ------------------- | ------------------- | ------------------- |
| Día                 | 39                  | 39                  |
| Finalist            | Amber               | Rob M.              |
| Voto                | 4–3                 | 4–3                 |
|                     |                     |                     |
| Jurado              | Voto                | Voto                |
| Jenna L.            |                     | Yes                 |
| Rupert              |                     | Yes                 |
| Tom                 | Yes                 |                     |
| Shii Ann            | Yes                 |                     |
| Alicia              | Yes                 |                     |
| Kathy               |                     | Yes                 |
| Lex                 | Yes                 |                     |

## America's Tribal Council
Survivor: America's Tribal Council fue un episodio especial que fue transmitido en vivo por CBS el 13 de mayo de 2004, cuatro días después de la final de All-Stars. El especial se anunció en la final de All-Stars en lugar del anuncio típico de la próxima temporada de Survivor, y se reveló junto con un premio adicional de un millón de dólares otorgado al concursante de All-Stars que recibió la mayor cantidad de votos del público, que se otorgó al final del especial. A lo largo del especial, Rupert Boneham, Tom Buchanan, Colby Donaldson y Rob Mariano fueron revelados como los cuatro más votados, y Boneham finalmente se reveló como el ganador con aproximadamente el 85% de los aproximadamente 38 millones de votos emitidos. Además del premio de un millón de dólares, los espectadores votaron por varios otros premios, cuyos resultados también se revelaron a lo largo del especial.

## Recepción
La temporada ha recibido críticas mixtas de los fanáticos y los críticos, y muchos criticaron el orden de arranque del elenco, ya que muchos de los jugadores memorables fueron votados antes de la fase de jurado del juego. El incidente de Susan Hawk y Richard Hatch también amargó a los fanáticos del programa, y muchos lo calificaron de "incómodo". Michael Favaro, de Surviving Tribal, calificó esta temporada como decepcionante y la "más dolorosa de ver de las (entonces) cuatro temporadas de regreso". Dalton Ross de Entertainment Weekly clasificó esta temporada en el puesto 26 de 40, calificándola como "un poco decepcionante". En 2015, una encuesta realizada por Rob Has a Podcast clasificó esta temporada en el puesto 16 de 30 y Rob Cesternino en el puesto 17. Esto se actualizó en 2021 durante el podcast de Cesternino, Survivor All-Time Top 40 Rankings, ocupando el puesto 24 de 40. En 2020, el sitio de fans de Survivor "Purple Rock Podcast" clasificó esta temporada en el puesto 25 de 40 diciendo que la temporada "presenta uno de los incidentes más incómodos en la historia del programa, y no se maneja bien. Pero a pesar de eso, hay un juego decente aquí, solo prepárate para un consejo tribal final muy furioso". Más tarde ese mismo año, Inside Survivor clasificó esta temporada en el puesto 29 de 40, calificándola como "una temporada incómoda para sentarse, pero tiene una sensación épica, especialmente en los primeros tres o cuatro episodios". En 2021, Kristen Kranz de Collider calificó a All-Stars como la 9ª mejor temporada de la serie y elogió el inesperado romance entre Brkich y Mariano que, "de alguna manera, preparó el escenario para cimentar el coqueteo como una estrategia de juego, una que innumerables otros jugadores utilizarán en todas las temporadas venideras". En 2022, Entertainment Weekly calificó el romance de Brkich y Mariano en el puesto 49 de su lista de los 100 mejores romances televisivos de todos los tiempos.